# Mimas pallida-maculata
Mimas pallida-maculata är en fjärilsart som beskrevs av Barend J. Lempke 1959. Mimas pallida-maculata ingår i släktet Mimas och familjen svärmare. Inga underarter finns listade i Catalogue of Life.